# Sphenomorphus murudensis
Sphenomorphus murudensis este o specie de șopârle din genul Sphenomorphus, familia Scincidae, descrisă de Worthington George Smith în anul 1925. Conform Catalogue of Life specia Sphenomorphus murudensis nu are subspecii cunoscute.